# Palasport di San Rocco Castagnaretta
Il palasport di San Rocco Castagnaretta (ex nome commerciale PalaUbiBanca) è tra i principali impianti sportivi cuneesi; è stato concepito e tuttora viene principalmente utilizzato per la pallavolo, anche se saltuariamente vi hanno luogo eventi come concerti o spettacoli di intrattenimento. Inizialmente era stato pensato per ospitare 4 000 persone, ma è stato successivamente aumentato il numero di posti disponibili fino ad arrivare agli attuali 4 700, causa il grande afflusso alle partite di pallavolo.

## Storia
La costruzione dell'impianto è terminata nell'estate del 1992, su richiesta di Ezio Barroero, allora presidente della società pallavolistica Piemonte Volley, ed è stato inaugurato con la presenza del sindaco di Cuneo Giuseppe Menardi e del presidente provinciale del CONI Giovanni Palanca. Il compito di animare l'inaugurazione fu affidata al conduttore televisivo Red Ronnie, al cantante Biagio Antonacci ed alla presentatrice di Radio Monte Carlo Gabriella Giordano.
Al palasport si sono tenuti concerti di importanti gruppi musicali e cantanti solisti come i Subsonica, Max Pezzali, Francesco Guccini, Emma Marrone e Jovanotti, oltre a numerosi spettacoli di intrattenimento, come quello tenuto da Beppe Grillo.